# 郭佑 (明朝)
郭佑（?—?），明朝监生。
明景帝嗣位，以明英宗时王振蒙蔽为戒，大开言路，官民都可以上书言事。景泰二年（1451年），监生郭佑上书谈论兵事：
逆寇犯顺，太上皇蒙尘，这是千古非常之变，百世必报之仇。现在瓦剌使臣前来，动辄数千人，总是傲慢的对我朝提出要求，而我们克制忍耐姑息，致使贼势日张，我朝气势日益萧索，他们求和就只能和，他们求战就只能和战，于是和战之权，不在我朝而在贼人。愿陛下团结人心，亲近贤良，以固国本，扩充储蓄，训练将士，以壮国气。正分定名，以义衡量。如果桀骜之人侵犯，就可以提兵问罪。以使大漠之南，不敢有一匹马擅自进入，于是可保百年无虞。不然西北力罢，东南财竭，不能一日安枕。之前国用耗乏，谋国大臣想要减缓一时之急，让百姓交纳粮食赐冠带官位。现在战争刚刚平息，还像以往一样。农工商贩之人，不考察贤愚，只要有钱财就授官。他们对亲戚骄横，在乡里夸耀，生长非分的邪心。贪官污吏罢免为民，想要掩盖闾党之耻，就是交纳粮草，创新为官。之前以贪污去职，现在以交粮得官，怎么能禁止贪污、重视名爵？况天下统一，藏富在民，不到万不得已，如此举措，这是以空虚国力来开启敌寇之心。
奏章交给廷议，被抵制没有推行。